# 石神前駅
石神前駅（いしがみまええき）は、東京都青梅市二俣尾一丁目にある、東日本旅客鉄道（JR東日本）青梅線の駅である。駅番号はJC 65。

## 歴史
- 1928年（昭和3年）10月13日：青梅鉄道（後の青梅電気鉄道）直営の遊園地「青梅鉄道楽々園」の最寄り駅として楽々園停留場（らくらくえんていりゅうじょう）として開業[1][2]。旅客営業のみ[2]。
- 1944年（昭和19年）4月1日：青梅電気鉄道の戦時買収私鉄指定による国有化により、運輸通信省青梅線の駅となり、三田村駅（みたむらえき）に改称[3]。
- 1947年（昭和22年）3月1日：石神前駅に改称[注釈 1][5]。
- 1965年（昭和40年）6月1日：業務委託駅となる（日本交通観光社に委託）[6]。
- 1971年（昭和46年）2月1日：駅を無人化[7]。
- 1987年（昭和62年）4月1日：国鉄分割民営化に伴い、東日本旅客鉄道（JR東日本）の駅となる[2]。
- 2002年（平成14年）
  - 2月8日：ICカード「Suica」の利用が可能となる[8][9]。
  - この年：駅舎改築[1]。
- 2018年（平成30年）1月16日：自動券売機での切符の発売、ICカードのチャージ等を終了。

## 駅構造
単式ホーム1面1線を有する地上駅である。
青梅駅管理の無人駅である。簡易Suica改札機が設置されている。駅舎は2002年2月26日に木造のものが撤去され、同年3月から券売機と出札窓口を備えた簡易なものが新しく使用開始となった。

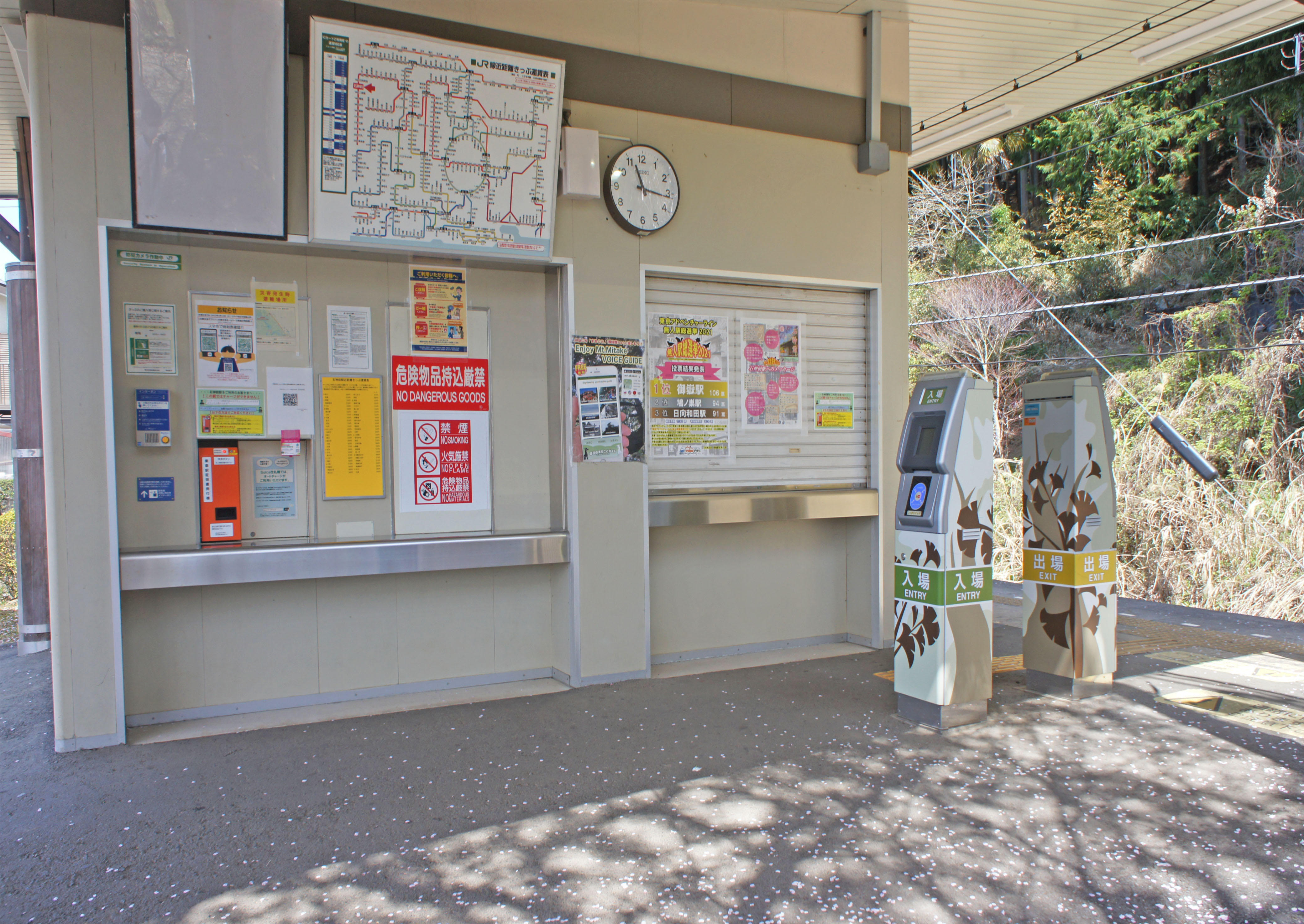
改札口（2022年4月）
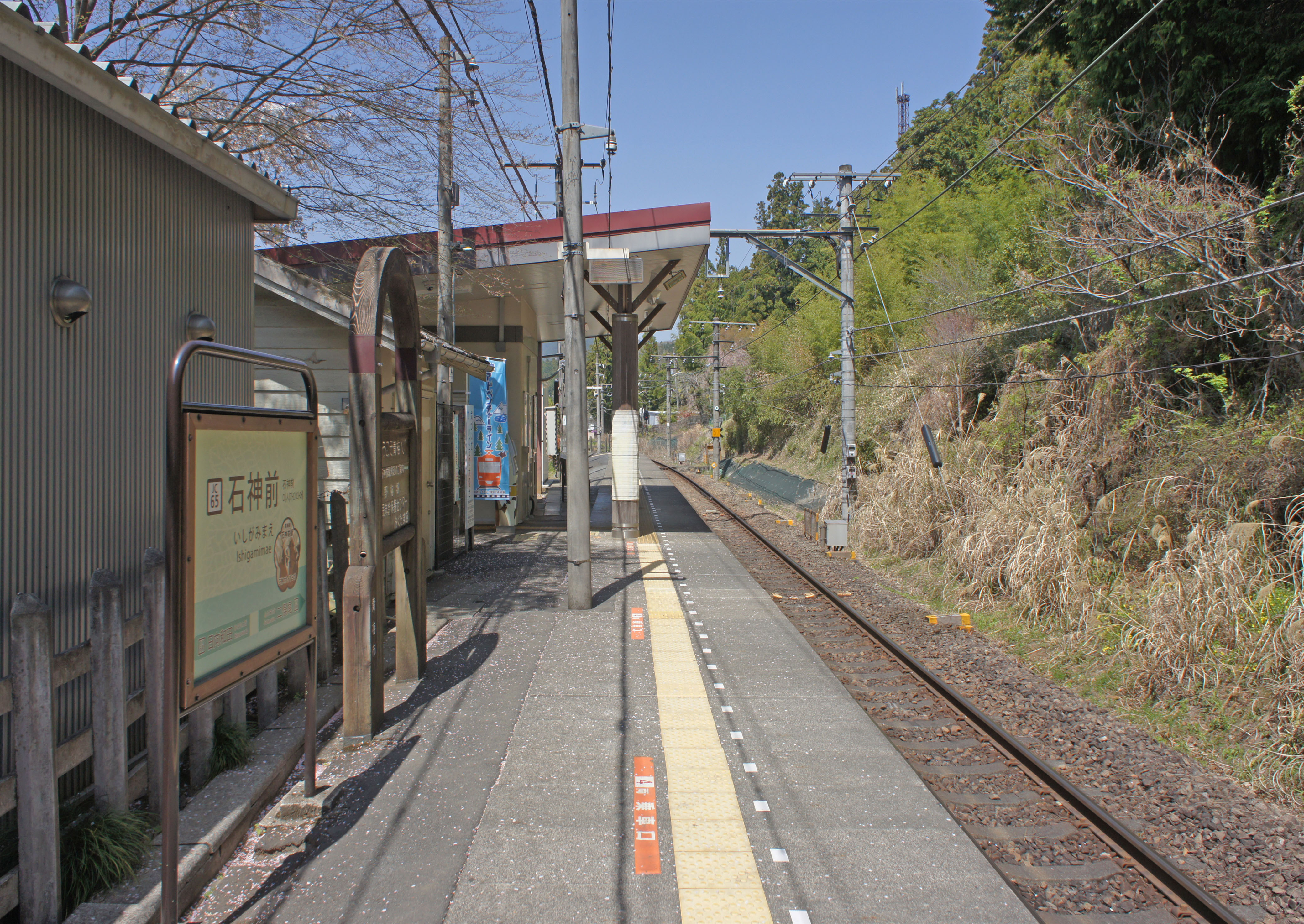
ホーム（2022年4月）

## 利用状況
2010年（平成22年）度の1日平均乗車人員は301人である。
近年の推移は下記の通り。
| 年度               | 1日平均 乗車人員 | 出典     |
| ------------------ | ---------------- | -------- |
| 1990年（平成02年） | 304              | [ * 1 ]  |
| 1991年（平成03年） | 301              | [ * 2 ]  |
| 1992年（平成04年） | 312              | [ * 3 ]  |
| 1993年（平成05年） | 329              | [ * 4 ]  |
| 1994年（平成06年） | 296              | [ * 5 ]  |
| 1995年（平成07年） | 377              | [ * 6 ]  |
| 1996年（平成08年） | 384              | [ * 7 ]  |
| 1997年（平成09年） | 376              | [ * 8 ]  |
| 1998年（平成10年） | 375              | [ * 9 ]  |
| 1999年（平成11年） | 350              | [ * 10 ] |
| 2000年（平成12年） | 332              | [ * 11 ] |
| 2001年（平成13年） | 321              | [ * 12 ] |
| 2002年（平成14年） | 307              | [ * 13 ] |
| 2003年（平成15年） | 303              | [ * 14 ] |
| 2004年（平成16年） | 299              | [ * 15 ] |
| 2005年（平成17年） | 307              | [ * 16 ] |
| 2006年（平成18年） | 312              | [ * 17 ] |
| 2007年（平成19年） | 309              | [ * 18 ] |
| 2008年（平成20年） | 326              | [ * 19 ] |
| 2009年（平成21年） | 321              | [ * 20 ] |
| 2010年（平成22年） | 301              | [ * 21 ] |

## 駅周辺
駅名の由来となった石神社が近くにある。また、旧駅名の由来となった青梅鉄道楽々園の跡地にはプリンス自動車販売の社員寮が建てられ、後にブリヂストンに売却されてブリヂストン社員の保養施設「奥多摩園」となっている。
- 石神社 - 東へ100メートル
- 青梅街道（国道411号）
- 多摩川
- おくたま路(正式名称：奥多摩清流の宿 おくたま路) - 保養所。西へ歩いた所に信号があり、多摩川方面へ下る。
- 西東京バス「石神前駅」停留所 - 青梅駅行きのみ停車。

## 隣の駅
東日本旅客鉄道（JR東日本）
 青梅線（東京アドベンチャーライン）
■各駅停車
日向和田駅 (JC 64) - 石神前駅 (JC 65) - 二俣尾駅 (JC 66)

### 記事本文